# جائزة أستراليا الكبرى 1950
جائزة أستراليا الكبرى 1950 هو سباق فورمولا 1 أقيم بتاريخ 2 يناير 1950 في جنوب أستراليا.